# جنيه بهامي
الجنيه الإسترليني عملة جزر البهاما حتى عام ١٩٦٦، وكان يصدرها مجلس مفوضي العملة. وكان يُعادل الجنيه الإسترليني، وكان يُقسّم إلى ٢٠ شلنًا، كل منها يساوي ١٢ بنسًا. وسُوّقت عملات الجنيه الإسترليني القياسية. باستثناء عملة البنس الباهاماية التي سُكّت عام ١٨٠٦، لم تُصدر أي عملات خاصة كتلك التي عُثر عليها في جامايكا.

## تاريخ
استُبدل الجنيه الإسترليني بالدولار عام ١٩٦٦، بسعر صرف ٧/- = دولار أمريكي واحد (الجنيه الإسترليني = ٢.٨٦ دولار أمريكي). وكان هذا السعر يعني أن قيمة دولار جزر البهاما الجديد كانت أقل قليلاً من قيمة الدولار الأمريكي.
في عام 1825، صدر مرسوم إمبراطوري في المجلس بغرض إدخال العملة المعدنية الإسترليني في جميع المستعمرات البريطانية. لم يكن فعالاً على الفور بسبب التصنيفات غير الواقعية، وتطلب الأمر صدور مرسوم آخر في المجلس في عام 1838. بحلول منتصف القرن التاسع عشر، حلت العملة المعدنية الإسترليني محل الدولار الإسباني في جميع أنحاء جزر الهند الغربية البريطانية. ولكن لم تُستخدم وحدة الحساب بالجنيه الإسترليني إلا في جزر البهاما وبرمودا وجامايكا. في أراضي شرق البحر الكاريبي وفي غيانا البريطانية، أُحتفظ بوحدة الحساب بالدولار بالتزامن مع العملة البريطانية بسعر ثابت قدره دولار واحد إلى أربعة شلنات وبنسين. وعلى عكس برمودا، تُداول الدولار الأمريكي بحرية إلى جانب العملة المعدنية الإسترليني في جزر البهاما.
للحصول على مخطط أوسع لتاريخ العملة في المنطقة، راجع عملات جزر الهند الغربية البريطانية.

## عملات معدنية
العملة المعدنية الوحيدة التي صُدرت كانت عملة بقيمة بنس واحد سُكت في عام 1806. وتُداول العملات البريطانية في الجزر حتى عام 1966.

## الأوراق النقدية
أصدر بنك ناسو في البداية أوراقًا نقدية من فئات 5/– و10/– و1 جنيه إسترليني. قُدمت أوراق نقدية من فئة 4/– في عام 1906. انهار البنك في عام 1917، وتولت حكومة جزر البهاما إصدار الأوراق النقدية في الجزر.
أصدرت الخزانة العامة أوراقًا نقدية بقيمة جنيه إسترليني واحد عام ١٨٦٨، تلتها أوراق حكومية عام ١٨٦٩ بقيمة جنيه إسترليني واحد وخمسة جنيهات إسترلينية. في عام ١٩١٩، طُرحت سلسلة جديدة من الأوراق النقدية من فئات ٤/- و١٠/- وجنيه إسترليني واحد، وأُعيد إصدار أوراق نقدية من فئة ٥ جنيهات إسترلينية بعد عام ١٩٣٦.